# Yecheon-gun

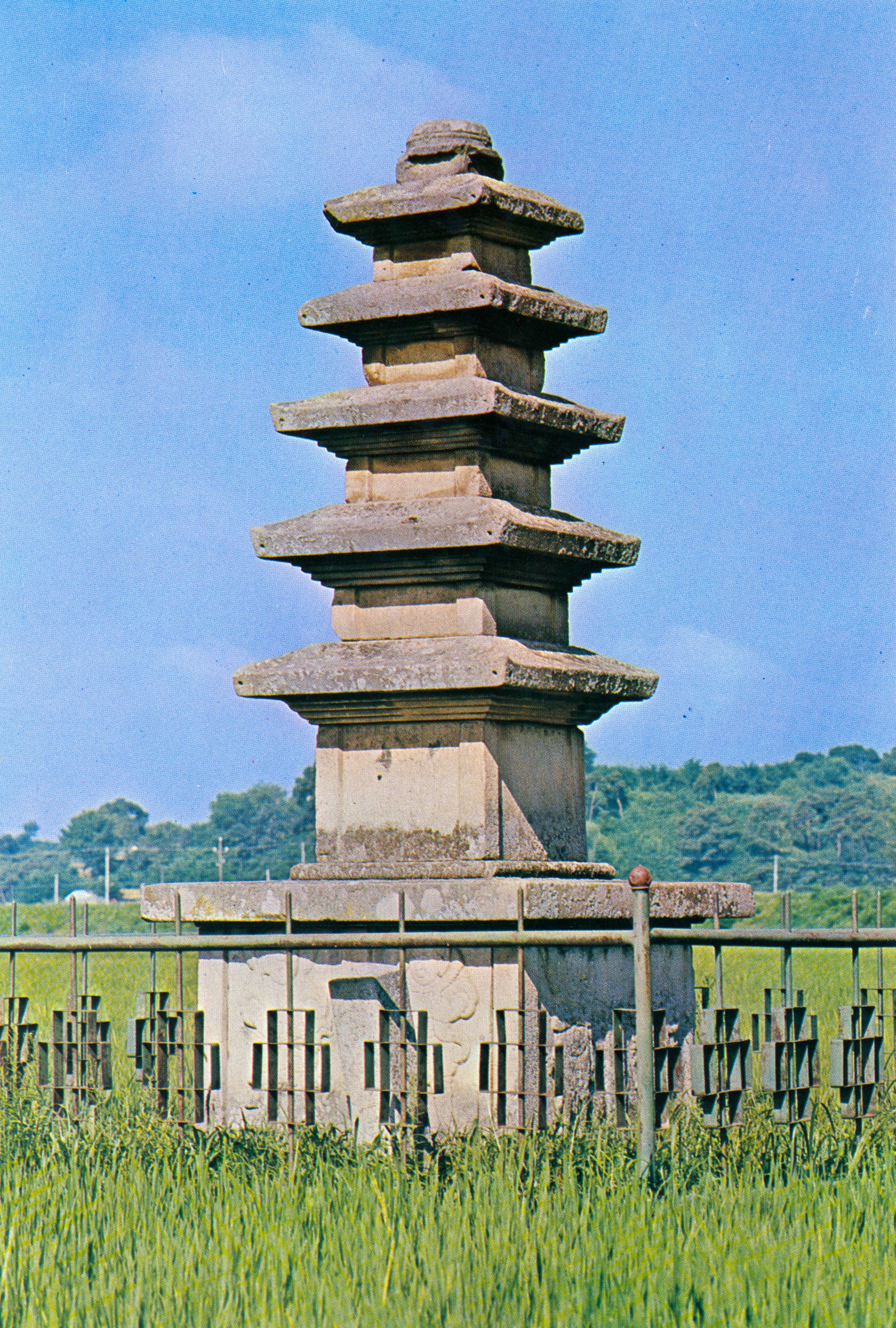
Femberättelsestenen, pagod vid Gaesimsatemplet i Yecheon, Sydkorea.

Yecheons läge i Norra Gyeongsang och Sydkorea.

Yecheon-gun (hangul 예천군, hanja 醴泉郡) är en landskommun (gun) i den sydkoreanska provinsen Norra Gyeongsang. Kommunen hade 56 165 invånare i slutet av 2020 på en yta av 661,5 kvadratkilometer. Den administrativa huvudorten heter Yecheon-eup och hade 14 967 invånare 2020. Största orten är Homyeong-myeon med 19 284 invånare.

## Administrativ indelning
Kommunen är indelad i en köping (eup) och elva socknat (myeon):
Bomun-myeon,
Eunpung-myeon,
Gaepo-myeon,
Gamcheon-myeon,
Homyeong-myeon,
Hyoja-myeon,
Jibo-myeon,
Pungyang-myeon,
Yecheon-eup,
Yonggung-myeon,
Yongmun-myeon och
Yucheon-myeon.

## Bilder

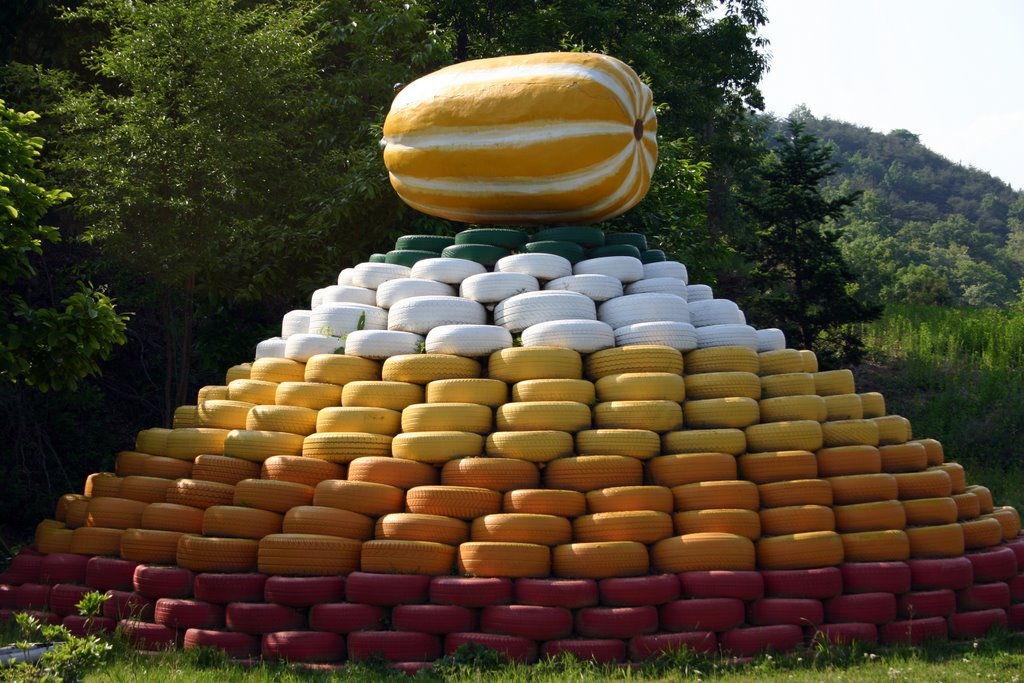
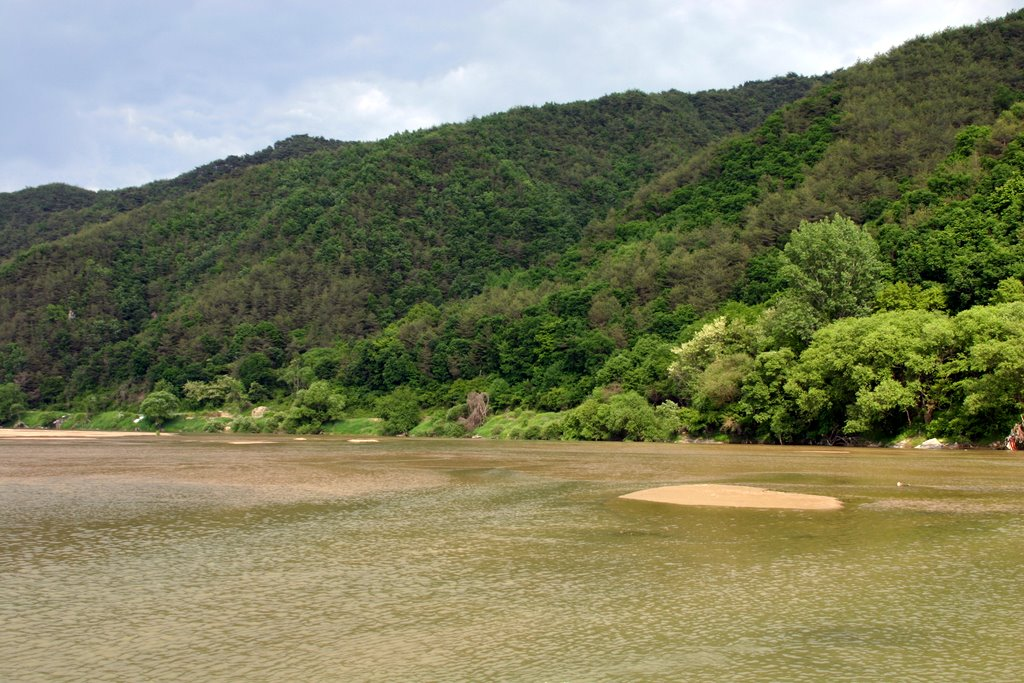
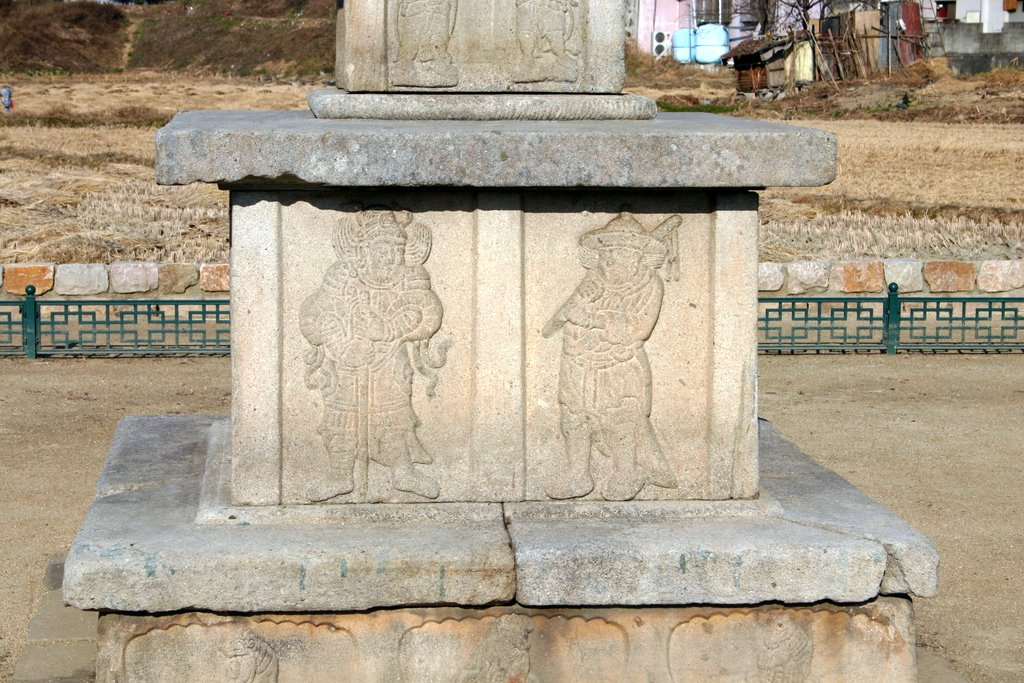